# Gymnastiek op de Olympische Zomerspelen 2008 (kwalificatie)
Deze pagina beschrijft de kwalificatie voor het gymnastiektoernooi op de Olympische Zomerspelen 2008.

## Totaaloverzicht deelnemers per land
- landen met 6 deelnemers bij het turnen doen mee aan de landenwedstrijd.

| Land              | Turnen | Turnen  | Ritmisch    | Ritmisch | Trampoline | Trampoline | Totaal |
| Land              | Mannen | Vrouwen | Individueel | Team     | Mannen     | Vrouwen    | Totaal |
| ----------------- | ------ | ------- | ----------- | -------- | ---------- | ---------- | ------ |
| Australië         | 1      | 6       | 1           |          | 1          |            | 9      |
| Azerbeidzjan      |        |         | 2           | 6        |            |            | 8      |
| België            | 1      | 1       |             |          |            |            | 2      |
| Brazilië          | 1      | 6       |             | 6        |            |            | 13     |
| Bulgarije         | 1      | 1       | 2           | 6        |            |            | 10     |
| Canada            | 6      | 2       | 1           |          | 1          | 2          | 12     |
| China             | 6      | 6       | 1           | 6        | 2          | 2          | 23     |
| Colombia          | 1      | 1       |             |          |            |            | 2      |
| Denemarken        |        |         |             |          | 1          |            | 1      |
| Duitsland         | 6      | 6       |             |          | 1          | 1          | 14     |
| Egypte            | 1      | 1       |             |          |            |            | 2      |
| Estland           |        |         | 1           |          |            |            | 1      |
| Finland           |        | 1       |             |          |            |            | 1      |
| Frankrijk         | 6      | 6       |             |          | 1          |            | 13     |
| Georgië           | 1      |         |             |          |            | 1          | 2      |
| Griekenland       | 1      | 1       | 1           | 6        |            |            | 9      |
| Groot-Brittannië  | 2      | 6       |             |          |            | 1          | 9      |
| Hongarije         | 1      | 1       |             |          |            |            | 2      |
| Israël            | 1      |         | 2           | 6        |            |            | 9      |
| Italië            | 6      | 6       |             | 6        | 1          |            | 19     |
| Japan             | 6      | 6       |             | 6        | 2          | 1          | 21     |
| Jemen             | 1      |         |             |          |            |            | 1      |
| Kaapverdië        |        |         | 1           |          |            |            | 1      |
| Kazachstan        |        |         | 1           |          |            |            | 1      |
| Kroatië           | 1      | 1       |             |          |            |            | 2      |
| Litouwen          |        | 1       |             |          |            |            | 1      |
| Luxemburg         | 1      |         |             |          |            |            | 1      |
| Mexico            |        | 1       |             |          |            |            | 1      |
| Nederland         | 1      | 1       |             |          |            |            | 2      |
| Noord-Korea       |        | 2       |             |          |            |            | 2      |
| Oekraïne          | 2      | 6       | 2           | 6        | 1          | 1          | 18     |
| Oezbekistan       | 1      |         |             |          |            | 1          | 2      |
| Oostenrijk        |        |         | 1           |          |            |            | 1      |
| Polen             | 1      | 1       | 1           |          |            |            | 3      |
| Portugal          |        |         |             |          | 1          | 1          | 2      |
| Puerto Rico       | 1      |         |             |          |            |            | 1      |
| Roemenië          | 6      | 6       |             |          |            |            | 12     |
| Rusland           | 6      | 6       | 2           | 6        | 2          | 2          | 24     |
| Slovenië          | 1      | 1       |             |          |            |            | 2      |
| Slowakije         |        | 1       |             |          |            |            | 1      |
| Spanje            | 6      | 2       | 1           | 6        |            |            | 15     |
| Tsjechië          | 1      | 1       |             |          |            | 1          | 3      |
| Venezuela         | 1      | 1       |             |          |            |            | 2      |
| Verenigde Staten  | 6      | 6       |             |          | 1          | 1          | 14     |
| Vietnam           |        | 1       |             |          |            |            | 1      |
| Wit-Rusland       | 6      | 1       | 2           | 6        | 1          | 1          | 17     |
| Zuid-Afrika       |        |         | 1           |          |            |            | 1      |
| Zuid-Korea        | 6      | 1       | 1           |          |            |            | 8      |
| Zwitserland       | 2      | 1       |             |          |            |            | 3      |
| Totaal: 49 landen | 98     | 98      | 24          | 72       | 16         | 16         | 324    |

## Ritmische gymnastiek

### Disciplines
Er zijn in totaal twee disciplines waarvoor een medaille kan worden behaald, te weten:
- Team allround (vrouwen)
- Individueel allround (vrouwen)

### Kwalificatie
Elk NOC mag maximaal met 2 individuele deelnemers en één groep van 6 deelnemers deelnemen. Het aantal plaatsen per land hangt af van de resultaten tijdens het WK van 2007.
- Individueel: Er doen 24 deelnemers mee aan het toernooi. De top 20 van de individuele meerkamp van het WK 2007 verdienen elk een startplaats voor hun land, niet voor zichzelf. Ook daar waren maximaal 2 deelneemsters per land toegelaten in de finaleronde. Daarnaast geeft de FIG aan drie gymnasten een wildcard om ervoor te zorgen dat ten minste het gastland en elk continent is vertegenwoordigd. De olympische tripartitecommissie wijst een deelnemer aan, normaal gesproken van een klein land.
- Team: Er doen 12 landenteams mee. De top 10 van het WK 2007 is geplaatst voor de Spelen. Daarnaast wijst de FIG nog 2 landen aan.

#### Individueel
| Evenement                       | Criterium                       | Gekwalificeerd |
| ------------------------------- | ------------------------------- | --- |
| WK 2007                         | Top 20                          | Oekraïne Rusland Wit-Rusland Azerbeidzjan Kazachstan Israël Wit-Rusland Canada Bulgarije Spanje Griekenland Azerbeidzjan Oostenrijk Bulgarije Polen Zuid-Korea Estland Oekraïne Israël |
| WK 2007                         | Wildcards van de FIG            | CHN Xiao Yiming RSA Odette Richard AUS Naazmi Johnston |
| Uitnodiging tripartitecommissie | Uitnodiging tripartitecommissie | CPV Wania Monteiro |
| TOTAAL                          | TOTAAL                          | 24 |

#### Team
| Evenement | Criterium            | Gekwalificeerd                                                                       |
| --------- | -------------------- | ------------------------------------------------------------------------------------ |
| WK 2007   | Top 10               | Rusland Italië Wit-Rusland Bulgarije Spanje Israël Japan Oekraïne China Azerbeidzjan |
| WK 2007   | Wildcards van de FIG | Brazilië Griekenland                                                                 |
| TOTAAL    | TOTAAL               | 12                                                                                   |

## Trampoline

### Disciplines
Er zijn in totaal twee disciplines waarvoor een medaille kan worden behaald, te weten:
- Individueel, mannen (16 deelnemers)
- Individueel, vrouwen (16 deelnemers)

### Kwalificatie
Elk NOC mag maximaal 2 mannelijke en 2 vrouwelijke deelnemers afvaardigen. Het aantal plaatsen hangt af van de prestaties op het WK 2007.
De landen waarvan ten minste twee springers bij de eerste acht eindigden mogen twee springers naar Peking sturen. De overige landen met een springer in de top 16 mogen één springer leveren. Daarnaast mag de FIG twee springers aanwijzen op basis van criteria als vertegenwoordiging door het gastland, mondiale deelneming en onvoorziene omstandigheden. Tot slot wijst de tripartitecommissie nog maximaal 1 vrouw of 1 man aan. Het deelnemersveld wordt gecomplementeerd met de beste landen van het WK 2007 die nog geen vertegenwoordiger hadden bij de top 16.

#### Mannen
| Evenement            | Criterium                                                               | Gekwalificeerd                                   |
| -------------------- | ----------------------------------------------------------------------- | ------------------------------------------------ |
| WK 2007              | Top 8                                                                   | China Japan Duitsland Italië Rusland             |
| WK 2007              | Top 16                                                                  | Oekraïne Canada Denemarken Wit-Rusland Frankrijk |
| WK 2007              | Wildcards van de FIG                                                    | AUS Ben Wilden                                   |
| Tripartitecommissie* | Tripartitecommissie*                                                    | -                                                |
| WK 2007              | Aanvulling deelnemersveld door de beste nog niet gekwalificeerde landen | Portugal Verenigde Staten                        |
| TOTAAL               | TOTAAL                                                                  | 16                                               |

*Zowel bij de mannen als bij de vrouwen voldeed geen enkel land dat zich bij de tripartitecommissie had aangemeld uiteindelijk aan de minimum kwalificatie-eis.

#### Vrouwen
| Evenement            | Criterium                                                               | Gekwalificeerd                                                  |
| -------------------- | ----------------------------------------------------------------------- | --------------------------------------------------------------- |
| WK 2007              | Top 8                                                                   | Rusland China Canada China Duitsland Wit-Rusland Rusland Canada |
| WK 2007              | Top 16                                                                  | Groot-Brittannië Japan Oezbekistan                              |
| WK 2007              | Wildcards van de FIG                                                    | -                                                               |
| Tripartitecommissie* | Tripartitecommissie*                                                    | -                                                               |
| WK 2007              | Aanvulling deelnemersveld door de beste nog niet gekwalificeerde landen | Portugal Oekraïne Georgië Verenigde Staten Tsjechië             |
| TOTAAL               | TOTAAL                                                                  | 16                                                              |

*Zowel bij de mannen als bij de vrouwen voldeed geen enkel land dat zich bij de tripartitecommissie had aangemeld uiteindelijk aan de minimum kwalificatie-eis.

## Turnen

### Disciplines
Er zijn in totaal 14 disciplines waarvoor een medaille kan worden behaald, te weten:
- Meerkamp landenteams (mannen)
- Individuele meerkamp (mannen)
- Vloer (mannen)
- Paard (mannen)
- Ringen (mannen)
- Sprong (mannen)
- Rekstok (mannen)
- Brug (mannen)
- Meerkamp landenteams(vrouwen)
- Individuele meerkamp(vrouwen)
- Vloer (vrouwen)
- Brug met ongelijke leggers (vrouwen)
- Evenwichtsbalk (vrouwen)
- Sprong (vrouwen)

### Kwalificatie
Aan het turntoernooi doen 98 mannen en 98 vrouwen mee.
Elk NOC mag maximaal 6 mannelijke en 6 vrouwelijke deelnemers afvaardigen voor de Spelen.
Voor de mannen en vrouwen geldt hetzelfde kwalificatiesysteem:
Het aantal plaatsen per land hangt af van de resultaten van het landenteam tijdens het WK van 2007.
De landen uit de top 12 mogen zes gymnasten afvaardigen en doen automatisch mee aan de landenwedstrijd. De landen die de plaatsen 13 tot en met 15 behaalden mogen twee atleten afvaardigen en de landen 16 tot en met 18 elk één atleet. Het land zelf is vrij om te bepalen welke atleet of atleten worden gestuurd.
Via de individuele allroundwedstrijd konden zich dan nog zeven mannen en negen vrouwen zich op persoonlijke titel kwalificeren uit landen die niet bij de beste 18 landenteams zaten, met een maximum van één deelnemer per land. Ook de wereldkampioenen per toestel plaatste zich voor de Spelen, mocht zijn of haar land niet tot de beste 18 behoren. Daarnaast werden maximaal drie wildcards gegeven om te zorgen dat altijd het gastland is vertegenwoordigd en dat elk continent is vertegenwoordigd. De olympische tripartitecommissie nodigt één man en één vrouw uit, normaal gesproken van landen die historisch gezien met maximaal zes deelnemers meedoen aan de Spelen. Het deelnemersveld wordt aangevuld tot 98 met gymnasten (op persoonlijke titel), op volgorde van de individuele allroundwedstrijd op het WK van 2007. Dit voor zover het land nog niet meedoet aan het turntoernooi.

#### Mannen
| Evenement                                  | Criterium                                                                            | Gekwalificeerd | Aantal per land |
| ------------------------------------------ | ------------------------------------------------------------------------------------ | --- | --------------- |
| WK 2007                                    | Teams 1-12                                                                           | China Japan Duitsland Verenigde Staten Zuid-Korea Spanje Rusland Roemenië Frankrijk Italië Canada Wit-Rusland                      | 6               |
| WK 2007                                    | Teams 13-15                                                                          | Oekraïne Zwitserland Groot-Brittannië                                                                                              | 2               |
| WK 2007                                    | Teams 16-18                                                                          | Puerto Rico Brazilië Griekenland                                                                                                   | 1               |
| WK 2007                                    | Top 7 van gymnasten op de meerkamp van landen die niet bij de top 18 zaten           | BUL Jordan Jovtchev UZB Anton Fokin CRO Filip Ude VEN Jose Luis Fuentes NED Epke Zonderland CZE Martin Konecny GEO Iilia Giorgadze |                 |
| WK 2007                                    | Wereldkampioenen op onderdelen van landen die niet bij de top 18 zaten               | POL Leszek Blanik SLO Mitja Petkovšek                                                                                              |                 |
| WK 2007                                    | Wildcards van de FIG: zodat ten minste gastland en elk continent is vertegenwoordigd | AUS Samuel Simpson EGY Mohamed Serour                                                                                              |                 |
| Uitnodiging Olympische tripartitecommissie | Uitnodiging Olympische tripartitecommissie                                           | YEM Nashwan Al-Harazi |                 |
| WK 2007                                    | Aanvulling met gymnasten op de meerkamp van landen die niet bij de top 18 zaten      | HUN Robert Gal BEL Koen Van Damme LUX Sascha Palgen ISR Alexander Shatilov COL Jorge Hugo Giraldo                                  |                 |
| TOTAAL                                     | TOTAAL                                                                               | 98 |                 |

#### Vrouwen
| Evenement                                  | Criterium                                                                            | Gekwalificeerd | Aantal per land |
| ------------------------------------------ | ------------------------------------------------------------------------------------ | --- | --------------- |
| WK 2007                                    | Teams 1-12                                                                           | Verenigde Staten China Roemenië Italië Brazilië Frankrijk Groot-Brittannië Rusland Oekraïne Duitsland Australië Japan                                                      | 6               |
| WK 2007                                    | Teams 13-15                                                                          | Noord-Korea Canada Spanje | 2               |
| WK 2007                                    | Teams 16-18                                                                          | Tsjechië Nederland Zwitserland | 1               |
| WK 2007                                    | Top 9 van gymnasten op de meerkamp van landen die niet bij de top 18 zaten           | GRE Stefani Bismpikou BLR Nastassia Marachkouskaya HUN Dorina Boczogo COL Natalia Sanchez MEX Marisela Cantu KOR Jo Hyun-Joo POL Marta Pihan BEL Gaelle Mys SLO Adela Šajn |                 |
| WK 2007                                    | Wereldkampioenen op onderdelen van landen die niet bij de top 18 zaten               | - |                 |
| WK 2007                                    | Wildcards van de FIG: zodat ten minste gastland en elk continent is vertegenwoordigd | EGY Sherine El Zeiny |                 |
| Uitnodiging Olympische tripartitecommissie | Uitnodiging Olympische tripartitecommissie                                           | VIE Do Thi Ngan Thuong |                 |
| WK 2007                                    | Aanvulling met gymnasten op de meerkamp van landen die niet bij de top 18 zaten      | CRO Tina Erceg FIN Annamari Maaranen VEN Jessica Lopez BUL Nikolina Tankoucheva SVK Ivana Kovacova LTU Jelena Zanevskaya                                                   |                 |
| TOTAAL                                     | TOTAAL                                                                               | 98 |                 |

Atletiek · 
Badminton · 
Basketbal · 
Boksen · 
Boogschieten · 
Gewichtheffen ·
Gymnastiek · 
Handbal · 
Hockey · 
Honkbal · 
Judo · 
Kanovaren · 
Moderne vijfkamp · 
Paardensport · 
Roeien ·
Schermen · 
Schietsport ·
Schoonspringen ·
Softbal ·
Synchroonzwemmen ·
Taekwondo ·
Tafeltennis ·
Tennis ·
Triatlon ·
Voetbal · 
Volleybal ·
Waterpolo ·
Wielersport · 
Worstelen ·
Zeilen ·
Zwemmen